# Syudou
syudou(슈도우, 1995년 9월 27일 ~ )는 일본의 싱어송라이터이자 음악 프로듀서, 보컬로이드 프로듀서(보카로P)이다. 일본 야마나시현 출신으로 도치기현에서 살고 있는 중이다.
2021년 현재는 보컬로이드 악곡, 본인의 가창 악곡을 작곡하거나 셀프 커버곡을 발매하고 있다.